# Quararibea sanblasensis
Quararibea sanblasensis é uma espécie de angiospérmica da família Bombacaceae.
Pode ser encontrada nos seguintes países:  Colômbia e Panamá.
Está ameaçada por perda de habitat.